# Quốc kỳ Suriname
Quốc kỳ Suriname (tiếng Hà Lan: Vlag van Suriname) gồm năm dải nằm ngang theo thứ tự từ trên xuống dưới xanh lá cây, trắng, đỏ, trắng và xanh lá cây, với chiều rộng của các dải trắng, xanh lá cây và đỏ có tỉ lệ lần lượt là 1:2:4. Một ngôi sao vàng năm cánh nằm chính giữa lá cờ (chính giữa dải đỏ).
Lá cờ được chính thức sử dụng từ ngày 25 tháng 11 năm 1975, ngày độc lập của quốc gia. Ngôi sao tượng trưng cho sự đoàn kết giữa các dân tộc. Dải màu đỏ tượng trưng cho sự tiến bộ và tình yêu, dải màu xanh cho hi vọng và phồn thịnh, dải màu trắng cho hòa bình và công lý.

## Quốc kỳ trước 1975
Quốc kỳ thời tiền độc lập được thông qua vào năm 1959 gồm năm ngôi sao màu sắc khác nhau liên kết bằng một đường elíp. Các ngôi sao màu này tượng trưng cho những nhóm cư dân chính đã tạo nên cộng đồng dân cư Suriname ngày nay: người bản xứ châu Mỹ, người châu Âu xâm chiếm thuộc địa, người châu Phi đưa sang làm nô lệ trong các đồn điền, người Hindu, Java và Trung Quốc bị đưa sang làm công nhân thay thế cho những người Phi bỏ trốn và định cư trong vùng đất này. Hình elíp thể hiện mối quan hệ hòa hợp giữa những nhóm cư dân. Lá cờ của thủ hiến cũng dựa trên lá quốc kỳ này. 

Quốc kỳ giai đoạn 1959-1975
Cờ của thủ tướng, 1975-1988
Cờ của tổng thống